# NASCAR Cup Series Championship Race
La NASCAR Cup Series Championship Race, conosciuta anche come Season Finale 500, è l'ultima gara del campionato NASCAR e si svolge al Phoenix Raceway ad Avondale, Arizona.

## Edizioni
| Anno | Data        | No. | Pilota (vincitore) | Team                         | Costruttore | Distanza di gara | Distanza di gara | Media (mph) | Tempo   |
| Anno | Data        | No. | Pilota (vincitore) | Team                         | Costruttore | Giri             | Miglia (km)      | Media (mph) | Tempo   |
| ---- | ----------- | --- | ------------------ | ---------------------------- | ----------- | ---------------- | ---------------- | ----------- | ------- |
| 1988 | 6 Novembre  | 7   | Alan Kulwicki      | AK Racing                    | Ford        | 312              | 312 (502.115)    | 90.457      | 3:26:57 |
| 1989 | 5 Novembre  | 9   | Bill Elliott       | Melling Racing               | Ford        | 312              | 312 (502.115)    | 105.683     | 2:57:08 |
| 1990 | 4 Novembre  | 3   | Dale Earnhardt     | Richard Childress Racing     | Chevrolet   | 312              | 312 (502.115)    | 96.786      | 3:13:25 |
| 1991 | 3 Novembre  | 28  | Davey Allison      | Robert Yates Racing          | Ford        | 312              | 312 (502.115)    | 95.746      | 3:15:31 |
| 1992 | 1 Novembre  | 28  | Davey Allison      | Robert Yates Racing          | Ford        | 312              | 312 (502.115)    | 103.885     | 3:00:12 |
| 1993 | 31 Ottobre  | 6   | Mark Martin        | Roush Racing                 | Ford        | 312              | 312 (502.115)    | 100.375     | 3:06:30 |
| 1994 | 30 Ottobre  | 5   | Terry Labonte      | Hendrick Motorsports         | Chevrolet   | 312              | 312 (502.115)    | 107.463     | 2:54:12 |
| 1995 | 29 Ottobre  | 10  | Ricky Rudd         | Rudd Performance Motorsports | Ford        | 312              | 312 (502.115)    | 102.128     | 3:03:18 |
| 1996 | 27 Ottobre  | 43  | Bobby Hamilton     | Petty Enterprises            | Pontiac     | 312              | 312 (502.115)    | 109.709     | 2:50:38 |
| 1997 | 2 Novembre  | 88  | Dale Jarrett       | Robert Yates Racing          | Ford        | 312              | 312 (502.115)    | 110.824     | 2:48:55 |
| 1998 | 25 Ottobre  | 2   | Rusty Wallace      | Penske Racing                | Ford        | 257              | 257 (413.601)    | 108.211     | 2:22:30 |
| 1999 | 7 Novembre  | 20  | Tony Stewart       | Joe Gibbs Racing             | Pontiac     | 312              | 312 (502.115)    | 118.132     | 2:38:28 |
| 2000 | 5 Novembre  | 99  | Jeff Burton        | Roush Racing                 | Ford        | 312              | 312 (502.115)    | 105.041     | 2:58:13 |
| 2001 | 28 Ottobre  | 99  | Jeff Burton        | Roush Racing                 | Ford        | 312              | 312 (502.115)    | 102.613     | 3:02:26 |
| 2002 | 10 Novembre | 17  | Matt Kenseth       | Roush Racing                 | Ford        | 312              | 312 (502.115)    | 113.857     | 2:44:25 |
| 2003 | 2 Novembre  | 8   | Dale Earnhardt Jr. | Dale Earnhardt, Inc.         | Chevrolet   | 312              | 312 (502.115)    | 93.984      | 3:19:11 |
| 2004 | 7 Novembre  | 8   | Dale Earnhardt Jr. | Dale Earnhardt, Inc.         | Chevrolet   | 315              | 315 (506.943)    | 94.848      | 3:19:16 |
| 2005 | 13 Novembre | 5   | Kyle Busch         | Hendrick Motorsports         | Chevrolet   | 312              | 312 (502.115)    | 102.641     | 3:02:23 |
| 2006 | 12 Novembre | 29  | Kevin Harvick      | Richard Childress Racing     | Chevrolet   | 312              | 312 (502.115)    | 96.131      | 3:14:44 |
| 2007 | 11 Novembre | 48  | Jimmie Johnson     | Hendrick Motorsports         | Chevrolet   | 312              | 312 (502.115)    | 102.989     | 3:01:46 |
| 2008 | 9 Novembre  | 48  | Jimmie Johnson     | Hendrick Motorsports         | Chevrolet   | 313              | 313 (503.724)    | 97.804      | 3:12:01 |
| 2009 | 15 Novembre | 48  | Jimmie Johnson     | Hendrick Motorsports         | Chevrolet   | 312              | 312 (502.115)    | 110.486     | 2:49:26 |
| 2010 | 14 Novembre | 99  | Carl Edwards       | Roush Fenway Racing          | Ford        | 312              | 312 (502.115)    | 110.754     | 2:49:01 |
| 2011 | 13 Novembre | 4   | Kasey Kahne        | Red Bull Racing Team         | Toyota      | 312              | 312 (502.115)    | 112.918     | 2:45:47 |
| 2012 | 11 Novembre | 29  | Kevin Harvick      | Richard Childress Racing     | Chevrolet   | 312              | 319 (513.381)    | 111.182     | 2:52:09 |
| 2013 | 10 Novembre | 29  | Kevin Harvick      | Richard Childress Racing     | Chevrolet   | 312              | 312 (502.115)    | 105.733     | 2:57:03 |
| 2014 | 9 Novembre  | 4   | Kevin Harvick      | Stewart-Haas Racing          | Chevrolet   | 312              | 312 (502.115)    | 99.991      | 3:07:13 |
| 2015 | 15 Novembre | 88  | Dale Earnhardt Jr. | Hendrick Motorsports         | Chevrolet   | 219              | 219 (352.446)    | 106.512     | 2:03:22 |
| 2016 | 13 Novembre | 22  | Joey Logano        | Team Penske                  | Ford        | 324              | 324 (521.427)    | 102.866     | 3:08:59 |
| 2017 | 12 Novembre | 20  | Matt Kenseth       | Joe Gibbs Racing             | Toyota      | 312              | 312 (502.115)    | 105.534     | 2:57:23 |
| 2018 | 11 Novembre | 18  | Kyle Busch         | Joe Gibbs Racing             | Toyota      | 312              | 312 (502.115)    | 98.354      | 3:10:20 |
| 2019 | 10 Novembre | 11  | Denny Hamlin       | Joe Gibbs Racing             | Toyota      | 312              | 312 (502.115)    | 111.429     | 2:48:00 |
| 2020 | 8 Novembre  | 9   | Chase Elliott      | Hendrick Motorsports         | Chevrolet   | 312              | 312 (502.115)    | 112.096     | 2:47:00 |
| 2021 | 7 Novembre  | 5   | Kyle Larson        | Hendrick Motorsports         | Chevrolet   | 312              | 312 (502.115)    | 100.348     | 3:06:33 |
| 2022 | 6 Novembre  | 22  | Joey Logano        | Team Penske                  | Ford        | 312              | 312 (502.115)    | 104.757     | 2:58:42 |
| 2023 | 5 Novembre  | 1   | Ross Chastain      | Trackhouse Racing            | Chevrolet   | 312              | 312 (502.115)    | 108.827     | 2:52:01 |

- 1998, 2015: La gara è stata accorciata a causa della pioggia.
- 2004, 2008, 2012, 2016: La gara è stata prolungata a causa di una bandiera a scacchi bianca e verde.

## Vincitori plurimi (piloti)
| Vittorie | Pilota             | Anni                   |
| -------- | ------------------ | ---------------------- |
| 4        | Kevin Harvick      | 2006, 2012, 2013, 2014 |
| 3        | Jimmie Johnson     | 2007, 2008, 2009       |
| 3        | Dale Earnhardt Jr. | 2003, 2004, 2015       |
| 2        | Davey Allison      | 1991, 1992             |
| 2        | Jeff Burton        | 2000, 2001             |
| 2        | Kyle Busch         | 2005, 2018             |
| 2        | Matt Kenseth       | 2002, 2017             |
| 2        | Joey Logano        | 2016, 2022             |

## Vincitori plurimi (team)
| Vittorie | Team                     | Anni                                           |
| -------- | ------------------------ | ---------------------------------------------- |
| 8        | Hendrick Motorsports     | 1994, 2005, 2007, 2008, 2009, 2015, 2020, 2021 |
| 5        | Roush Fenway Racing      | 1993, 2000, 2001, 2002, 2010                   |
| 4        | Richard Childress Racing | 1990, 2006, 2012, 2013                         |
| 4        | Joe Gibbs Racing         | 1999, 2017, 2018, 2019                         |
| 3        | Robert Yates Racing      | 1991, 1992, 1997                               |
| 3        | Team Penske              | 1998, 2016, 2022                               |
| 2        | Dale Earnhardt, Inc.     | 2003, 2004                                     |

## Costruttori (vittorie)
| Vittorie | Costruttore | Anni                                                                                           |
| -------- | ----------- | ---------------------------------------------------------------------------------------------- |
| 16       | Chevrolet   | 1990, 1994, 2003, 2004, 2005, 2006, 2007, 2008, 2009, 2012, 2013, 2014, 2015, 2020, 2021, 2023 |
| 14       | Ford        | 1988, 1989, 1991, 1992, 1993, 1995, 1997, 1998, 2000, 2001, 2002, 2010, 2016, 2022             |
| 4        | Toyota      | 2011, 2017, 2018, 2019                                                                         |
| 2        | Pontiac     | 1996, 1999                                                                                     |